# Tucker Frederickson
Ivan Charles Frederickson, detto Tucker (Hollywood, 12 gennaio 1943), è un ex giocatore di football americano statunitense che ha giocato nel ruolo di running back per tutta la carriera con i New York Giants della National Football League (NFL). Fu la prima scelta assoluta del Draft NFL 1965 da parte dei Giants. Al college giocò a football alla Auburn University.

## Carriera professionistica
Dopo essere arrivato secondo nelle votazioni dell'Heisman Trophy, Frederickson fu scelto come primo assoluto dai New York Giants nel Draft 1965. La sua miglior stagione fu quella da rookie in cui corse 659 yard e segnò cinque touchdown, venendo convocato per il Pro Bowl. Nelle altre cinque stagioni della carriera segnò solo altri 4 touchdown, ritirandosi dopo la stagione 1971.

## Palmarès
- (1) Pro Bowl (1965)
- College Football Hall of Fame

## Statistiche
| Partite totali     | 66    |
| Yard su corsa      | 2.209 |
| Touchdown su corsa | 9     |